# Luzhou Faru
Luzhou Faru (chiń. trad. 潞州法如; pinyin Lùzhōu Fǎrú; ur. 638, zm. 15 sierpnia 689) – wybitny mnich buddyjski okresu Tang, jeden z pierwszych znanych mistrzów chan.

## Życiorys
Pochodził z Shangtang w prowincji Shanxi.
Pierwotnie był uczniem mnicha Huiminga, jednak po pewnym czasie jego nauczyciel wysłał go na Wschodnią Górę (chin. Dong shan), aby studiował chan u Damana Hongrena. Faru przebywał u Hongrena przez 16 lat. Uważa się, że otrzymał przekaz Dharmy właśnie od niego.
Następnie Faru udał się na południe Chin, jednak wkrótce udał się na północ i pojawił się w Luoyangu. Wiadomo, że przebywał w klasztorze Shaolin, przyczyniając się do przywrócenia mu dawnej świetności. Za jego krótkiego pobytu Shaolin stał się centrum młodego ruchu chan.
Przez niektórych badaczy uważany jest za właściwego twórcę Północnej szkoły chan oraz ogólnie traktowany jest jako jeden z pierwszych pionierów chanu.
Właściwie był pierwszym, który zaczął nazywać Hongrena „patriarchą”, tworząc pierwsze wyraźnie rozpoznanie pokoleniowej linii przekazu chanu Bodhidharmy. Niektóre z ówczesnych tekstów traktują Faru jako 6 patriarchę, a Shenxiu jako siódmego.
W planach cesarzowej Wu Zetian miał odgrywać wielką rolę, jednak jego przedwczesna śmierć pokrzyżowała jej plany. Zamiast więc niego wybrała Shenxiu, który dzięki temu stał się najsłynniejszym mistrzem chan tego okresu.
W Sutrze Szóstego Patriarchy Huinenga Faru znajduje się na liście dziesięciu jego głównych uczniów, podobnie jak w Lidai fabao ji.
W jego epitafium zatytułowanym Tang zhongyue shamen Shi Faru chanshi xingzhuang (chin. 唐中岳沙門釋法如禪師行狀, pinyin Táng zhōngyuè shāmén Shì Fǎrú chánshī xíngzhuàng; pol. Epitafium dla śramany [dynastii] Tang z Głównego Szczytu, mistrza chan Shi Faru) znajduje się najstarsze opisanie linii przekazu chan i można przypuszczać, że taka idea powstała w kręgu Faru lub jego najbliższych uczniów. Od Bodhidharmy linia przekazu biegła do Huike, od niego do Sengcana, potem do Daoxina, wreszcie do Hongrena i nieoczekiwanie do samego Faru. Jego pozycja została jednak podważona przez Lao’ana Hui’ana i Shenxiu, który w swoim epitafium figuruje jako szósty patriarcha, a Faru w ogóle nie jest wspomniany.
Mistrz chan Luzhou Faru zmarł 15 sierpnia 689 r. w klasztorze Shaolin.

## Linia przekazu Dharmy zen
Pierwsza liczba oznacza liczbę pokoleń mistrzów od 1 Patriarchy indyjskiego Mahakaśjapy.
Druga liczba oznacza liczbę pokoleń od 28/1 Bodhidharmy, 28 Patriarchy Indii i 1 Patriarchy Chin.
Trzecia liczba oznacza początek nowej linii przekazu w danym kraju.
- 28/1. Bodhidharma (zm. 543?)
  - 29/2. Dazu Huike (487–594)
    - 30/3. Jianzhi Sengcan (zm. 606)
      - 31/4. Dayi Daoxin (579–651)
        - 32/5. Niutou Farong (594–657) szkoła niutou
        - 32/5/1. Pŏmnang Korea – wprowadzenie chanu (kor. sŏn)
        - 32/5. Daman Hongren (601–674)
          - 33/6. Zhide (bd) Koreańczyk
          - 33/6. Xuanyue (bd)
          - 33/6. Xuanze (bd)
            - 34/7. Jingjue (ok. 688–746) autor Lengjie shizi ji (Zapiski o mistrzach i uczniach Sutry Lankavatara)

          - 33/6. Yuquan Shenxiu (605–706) (także Datong) szkoła północna stopniowego oświecenia.
          - 33/6. Zizhou Zhishen (609–702) szkoła Jingzhong
            - 34/7. Zizhou Chuji (648–734)
              - 35/8. Jingzhong Zhixian (bd)
                - 36/9. Jingzhong Wuxiang (684–762) koreański mistrz chan Kim Musang działający w Chinach

          - 33/6. Lao’an Hui’an[7] (580–707) szkoła laomu an heshang
          - 33/6. Zhuangyan Dashi (bd)
          - 33/6. Luzhou Faru (638–689)
            - 34/7. Yuangui (bd)

          - 33/6. Daoming (bd) (także Huiming)
          - 33/6. Dajian Huineng (638–713)